# Richard Cergeaux
Sir Richard Cergeaux (auch Sergeaux) († 30. September 1393 in London) war ein englischer Adliger und Politiker, der zehnmal als Abgeordneter in das House of Commons gewählt wurde.

## Herkunft
Die Vorfahren von Richard Cergeaux gehörten seit der frühen Herrschaft von König Eduard I. zur Ritterschaft von Cornwall. Vor 1346 betrugen die jährlichen Einkünfte der Familie aus ihren Ländereien bei Lanreath, Lansallos, Colquite bei St Mabyn und Kilgath £ 11, wobei damit noch nicht alle Besitzungen erfasst waren. Cergeaux war ein Sohn seines gleichnamigen Vaters Sir Richard Cergeaux († nach 1367) und dessen Frau Margaret, der Tochter und Erbin von Sir John Seneschal aus Predarwolas in Cornwall. Master Michael Cergeaux, der spätere Dean of Arches, war ein jüngerer Bruder von ihm.

## Aufstieg zum einflussreichen Landadligen
Richard Cergeaux beerbte nach 1367 seinen Vater. Wahrscheinlich hatte er zuvor während des Hundertjährigen Kriegs unter dem Schwarzen Prinzen in Frankreich gekämpft, denn 1368 gehörte er zum Gefolge des Prinzen in Northampton. Bereits 1361 war er als Knight of the Shire für Cornwall gewählt worden. Bei den Wahlen 1363, 1365, im Oktober 1377, 1381, im Mai und im Oktober 1382, im Februar 1383, 1385 und im Januar 1390 wurde er erneut gewählt, so dass er insgesamt zehnmal Cornwall im House of Commons vertreten hat. Allerdings wurde er nicht durchgängig als Knight of the Shire gewählt, denn bei mehreren Wahlen wurden andere Kandidaten gewählt. Dazu diente Cergeaux ab 1364 mehrfach als Friedensrichter von Cornwall und übernahm weitere lokale Ämter. Vor 1365 wurde er zum Ritter geschlagen, und von Oktober 1375 bis Oktober 1376 sowie von Dezember 1388 bis November 1389 diente er als Sheriff von Cornwall.

## Erweiterung seines Besitzes
Vor 1362 hatte Cergeaux Elizabeth, eine Tochter von Sir William Bodrugan geheiratet. Sie wurde Erbin ihres Vaters, wodurch Cergeaux seine Besitzungen um die Güter von Tremodret, Restronguet, Trevelyn und sieben weitere Güter in Cornwall erweitern konnte. Durch dieses Erbe besaß Cergeaux schließlich mindestens 22 Güter in Cornwall. Nach dem Tod seiner Frau vor 1379 durfte er diese Güter bis zu seinem Tod weiter nutzen, und mit Otto Bodrugan, einem Onkel seiner Frau, vereinbarte er, dass er sogar zwei dieser Güter an Kinder aus einer zweiten Ehe vererben durfte. Am 12. Juli 1376 wurde er Verwalter der Besitzungen des Duchy of Cornwall in Cornwall und Devon, womit er Verwalter von Lydford Castle wurde und Jagdrecht im Dartmoor erhielt. Für dieses Amt erhielt er jährlich £ 40, doch bereits am 20. Juli 1377 musste er es wieder niederlegen. Nach dem Tod seiner ersten Frau heiratete er vor 1379 Philippa FitzAlan, die älteste Tochter von Sir Edmund FitzAlan. Sie erbte nach dem Tod ihres Vaters zusammen mit ihren Schwestern dessen Besitzungen, und durch die Heirat einer Enkelin des Earl of Arundel konnte Cergeaux seine Position als einflussreicher und reicher Angehöriger der Gentry festigen. Durch seinen Aufstieg hatte sich Cergeaux jedoch auch Feinde gemacht, die ihn Anfang 1379 wegen mehrerer Verbrechen während der letzten dreizehn Jahre vor dem King’s Bench anklagten. Cergeaux sollte Schwerverbrecher versteckt und selbst Isabel Trenylwyth vergewaltigt haben, er soll widerrechtlich einen gestrandeten Wal verwertet und nicht dem König überlassen haben und zusammen mit einem Spanier namens Fernando, einem Gesandten von König Heinrich II. von Kastilien, einen Angriff auf den Hafen von Fowey geplant haben. Cergeaux bestritt diese Vorwürfe und beteuerte seine Unschuld. Offenbar wurden die Anklagen nicht weiterverfolgt, denn Cergeaux übernahm in der Folge zahlreiche weitere Ämter, schlug mit den Bauernaufstand von 1381 in Cornwall nieder und übernahm 1385 das Kommando zur Abwehr eines französisch-spanischen Angriffs auf die Häfen von Cornwall. Im Juli 1387 wurden dem Anspruch von Cergeaux auf Chipping Norton, einem einträglichen Gut in Oxfordshire stattgegeben, das zum Besitz von Edward FitzAlan, dem Vater seiner zweiten Frau gehört hatte. Es war nach dessen Tod wegen Schulden unter königliche Verwaltung gestellt worden, doch Cergeaux bestritt die Rechtmäßigkeit der Schulden, worauf er schließlich bis zur endgültigen Klärung der Rechtmäßigkeit der Schulden das Gut erhielt. Dazu beanspruchte er weitere Ländereien bei Oxford, die jedoch 1389 William of Wykeham zur Gründung von New College in Oxford zugesprochen wurden. Im selben Jahr wurde Cergeaux gegen eine Gebühr von 260 Mark die Verwaltung der Besitzungen von Thomas Carminowe sowie die Vormundschaft über dessen Erbin Joan zugesprochen. Cergeaux hatte auch das Recht erworben, sie zu verheiraten, doch die junge Erbin starb wenig später unverheiratet, so dass die Besitzungen an andere Erben fielen. Dazu besaß Cergeaux eine Tye genannte Zinngrube, wegen der es im Februar 1390 zu einer bewaffneten Auseinandersetzung mit Thomas Kendale kam. Drei Tage vor seinem Tod setzte Cergeaux in London sein Testament auf, der darin aufgelistete Besitz ist ein Beleg für seinen Wohlstand.

## Nachkommen
Aus seiner ersten Ehe mit Elizabeth Bodrugan hatte er eine Tochter. Mit seiner zweiten Frau Philippa FitzAlan hatte er vier Töchter und einen Sohn, darunter:
- Richard Cergeaux († 1396)
- Alice Cergeaux († 1452)

1. ⚭ Guy de St Aubyn
2. ⚭ Richard de Vere, 11. Earl of Oxford
3. ⚭ Sir Nicholas Thorley

- Elizabeth Cergeaux  (um 1379–vor 1414) ⚭ Sir William Marney (um 1370–1414)[1]

Nach seinem Tod heiratete seine Witwe in zweiter Ehe John Cornewall. Dieser wurde Vormund für Cergeaux Erben Richard, der jedoch 1396 starb. Danach wurde das Cergeaux-Erbe unter den Töchtern von Richard Cergeaux aufgeteilt, während es um das Bodrugan-Erbe zu einem langwierigen Erbstreit mit der Familie Bodrugan kam.